# ویولا (فیلم)
ویولا (به ایتالیایی: Viol@) یک فیلم درام اِروتیک ایتالیایی به کارگردانی دوناتلا مایورکا است که در سال ۱۹۹۸ منتشر شد.

## بازیگران
- استفانیا روکا
- رونالدو راولو
- انیو فانتاستیکینی
- نری مارکوره
- مادالنا کریپا